# 嶋田章弘
嶋田 章弘（しまだ あきひろ、1966年6月27日 - ）は、和歌山県有田市出身の元プロ野球選手（投手・外野手）。
実兄は元プロ野球選手（捕手）で、住友金属でのプレーを経て、章弘と同時（1985年）に阪神タイガースへ入団した嶋田宗彦。宗彦とは、阪神の投手時代に公式戦でバッテリーを組んでいたほか、お互いに現役を引退してから兄弟揃って阪神球団のスコアラーを11年間務めていた（本文を参照）。

## 来歴・人物

### プロ入り前
実兄の宗彦に続いて和歌山県立箕島高等学校へ進学すると、2年時（1983年）夏の第65回全国高等学校野球選手権大会3回戦で、津野浩を擁する高知商業を相手に吉井理人（1学年先輩）の後を受けて登板。この時のチームメイトには、山下徳人（吉井と同期の右翼手）もいた。選手権の全国大会には、3年時（1984年）の第66回大会にも「右投左打のエース兼3番打者」として出場。控え投手には同期の杉本正志などがいて、自身は2回戦（初戦）で取手二高の石田文樹などと投げ合ったが、チームは3対5というスコアで敗れた。
左打席からの強打や足の速さも当時から高く評価されていたが、1984年のNPBドラフト会議では、「投手」として阪神と広島東洋カープから1巡目で指名。指名の重複に伴う抽選の結果、阪神が章弘への独占交渉権を獲得した。さらに阪神は、夏のロザンセルスオリンピック・野球競技で日本代表チームのメンバーとして金メダルを獲得していた宗彦を4巡目で指名。いずれも、指名との交渉を経て入団に至った。ちなみに、自身は入団の当初に背番号15を着用。その一方で、章弘の控え投手だった杉本は、広島から1巡目で改めて指名された末に入団している。

### 現役時代
登録上は一貫して「右投左打」であったが、実際には、投手として阪神へ在籍していた時期に右打ちへ転向していた。入団の当初に指導を受けていた投手コーチから、「打者として左打席に立つ限り、（投球で使う）右肩に死球を受ける危険性がある」と指摘されたことによる。
1985年には、8月3日の対読売ジャイアンツ戦で、7回表から救援投手として一軍公式戦にデビュー。4点ビハインドからの登板ながら、3イニングを被安打1の無失点に抑えた。8月26日の対ヤクルトスワローズ戦で、一軍の公式戦に初先発。この試合では、「右打者」として臨んだ第1打席で、一軍公式戦における初安打をライト前に放っている。レギュラーシーズン全体では、高卒1年目ながら一軍公式戦10試合に登板。先発での登板は3試合で、9月15日の対中日ドラゴンズ戦（いずれも阪神甲子園球場）では8回まで中日打線をノーヒットノーランに抑えていたが、いずれの登板でも勝敗は付かなかった。
1986年には、4月25日の対中日戦（甲子園）で宗彦との「兄弟バッテリー」が初めて実現。一軍公式戦には前年を上回る13試合に登板したものの、シーズンの途中に右肩を痛めたことを境に、未勝利のまま実戦から遠ざかった。
1988年には、アメリカで右肩の手術を受けた後に、リハビリへ専念する目的でNPBから任意引退選手として公示。後に支配下登録選手へ復帰したものの、1989年には背番号を60に変更している。
1990年に外野手へ転向。これを機に、左打席でのバッティングを本格的に再開した。「外野手」として正式に登録された1991年には、投手時代の1986年以来5年振りに一軍公式戦へ出場すると、27試合の出場で打率.221ながら6打点をマーク。その一方で、亀山努が右翼手として一軍で台頭した1992年には、故障の影響もあって2試合の出場にとどまった。
1993年には、亀山がシーズンの途中から故障で戦線を離脱したことを背景に、主に「2番・右翼手」として44試合にスタメンで出場。しかし、シーズンの終了後に、米崎薫臣との交換トレードで近鉄バファローズへ移籍した。近鉄では背番号35を割り当てられた。
1996年のレギュラーシーズン開幕前（3月）に北村俊介との交換トレードで中日ドラゴンズへ移籍。日本人の選手としては珍しく、移籍を機に背番号42を着用したが、この年限りで現役を引退した。

### 現役引退後
1997年から2003年まで中日で先乗りスコアラーを務めた。
2004年からスコアラーとして阪神へ復帰。
2018年頃からチーフスコアラーを任されている。ちなみに、宗彦は1992年で現役を引退してからも、ブルペン捕手やバッテリーコーチとして阪神球団に一貫して在籍。現場を離れた2012年以降は、2023年に一軍のバッテリーコーチとして現場へ復帰するまで、兄弟揃ってスコアラーを務めていた。

## 詳細情報

### 年度別投手成績
| 年 度     | 球 団     | 登 板 | 先 発 | 完 投 | 完 封 | 無 四 球 | 勝 利 | 敗 戦 | セ 丨 ブ | ホ 丨 ル ド | 勝 率 | 打 者 | 投 球 回 | 被 安 打 | 被 本 塁 打 | 与 四 球 | 敬 遠 | 与 死 球 | 奪 三 振 | 暴 投 | ボ 丨 ク | 失 点 | 自 責 点 | 防 御 率 | W H I P |
| --------- | --------- | ----- | ----- | ----- | ----- | -------- | ----- | ----- | -------- | ----------- | ----- | ----- | -------- | -------- | ----------- | -------- | ----- | -------- | -------- | ----- | -------- | ----- | -------- | -------- | ------- |
| 1985      | 阪神      | 10    | 3     | 0     | 0     | 0        | 0     | 0     | 0        | --          | ----  | 107   | 25.2     | 21       | 1           | 11       | 0     | 0        | 7        | 2     | 0        | 10    | 10       | 3.51     | 1.25    |
| 1986      | 阪神      | 11    | 1     | 0     | 0     | 0        | 0     | 2     | 0        | --          | .000  | 94    | 22.1     | 24       | 3           | 8        | 0     | 1        | 11       | 0     | 0        | 9     | 9        | 3.63     | 1.43    |
| 通算：2年 | 通算：2年 | 21    | 4     | 0     | 0     | 0        | 0     | 2     | 0        | --          | .000  | 201   | 48       | 45       | 4           | 19       | 0     | 1        | 18       | 2     | 0        | 19    | 19       | 3.56     | 1.33    |

### 年度別打撃成績
| 年 度     | 球 団     | 試 合 | 打 席 | 打 数 | 得 点 | 安 打 | 二 塁 打 | 三 塁 打 | 本 塁 打 | 塁 打 | 打 点 | 盗 塁 | 盗 塁 死 | 犠 打 | 犠 飛 | 四 球 | 敬 遠 | 死 球 | 三 振 | 併 殺 打 | 打 率 | 出 塁 率 | 長 打 率 | O P S |
| --------- | --------- | ----- | ----- | ----- | ----- | ----- | -------- | -------- | -------- | ----- | ----- | ----- | -------- | ----- | ----- | ----- | ----- | ----- | ----- | -------- | ----- | -------- | -------- | ----- |
| 1985      | 阪神      | 10    | 4     | 4     | 1     | 1     | 0        | 0        | 0        | 1     | 0     | 0     | 0        | 0     | 0     | 0     | 0     | 0     | 2     | 0        | .250  | .250     | .250     | .500  |
| 1986      | 阪神      | 11    | 4     | 4     | 0     | 1     | 0        | 0        | 0        | 1     | 0     | 0     | 0        | 0     | 0     | 0     | 0     | 0     | 3     | 0        | .250  | .250     | .250     | .500  |
| 1991      | 阪神      | 27    | 88    | 68    | 8     | 15    | 3        | 0        | 0        | 18    | 6     | 3     | 1        | 5     | 0     | 14    | 0     | 1     | 17    | 1        | .221  | .361     | .265     | .626  |
| 1992      | 阪神      | 2     | 2     | 2     | 0     | 0     | 0        | 0        | 0        | 0     | 0     | 0     | 0        | 0     | 0     | 0     | 0     | 0     | 2     | 0        | .000  | .000     | .000     | .000  |
| 1993      | 阪神      | 59    | 180   | 158   | 15    | 39    | 4        | 4        | 0        | 51    | 13    | 3     | 2        | 7     | 1     | 14    | 0     | 0     | 32    | 3        | .247  | .306     | .323     | .629  |
| 1994      | 近鉄      | 9     | 23    | 19    | 4     | 3     | 1        | 0        | 0        | 4     | 1     | 1     | 0        | 1     | 0     | 3     | 0     | 0     | 4     | 0        | .158  | .273     | .211     | .483  |
| 1995      | 近鉄      | 16    | 17    | 14    | 0     | 0     | 0        | 0        | 0        | 0     | 0     | 0     | 0        | 0     | 0     | 3     | 0     | 0     | 1     | 0        | .000  | .176     | .000     | .176  |
| 1996      | 中日      | 4     | 2     | 1     | 0     | 0     | 0        | 0        | 0        | 0     | 0     | 0     | 1        | 0     | 0     | 1     | 0     | 0     | 1     | 0        | .000  | .500     | .000     | .500  |
| 通算：8年 | 通算：8年 | 138   | 320   | 270   | 28    | 59    | 8        | 4        | 0        | 75    | 20    | 7     | 4        | 13    | 1     | 35    | 0     | 1     | 62    | 4        | .219  | .309     | .278     | .587  |

### 背番号
- 15 （1985年 - 1988年）
- 60 （1989年 - 1993年）
- 35 （1994年 - 1995年）
- 42 （1996年）